# Вілліс (Канзас)
Вілліс (англ. Willis) — місто (англ. city) в США, в окрузі Браун штату Канзас. Населення — 24 особи (2020).

## Географія
Вілліс розташований за координатами 39°43′22″ пн. ш. 95°30′21″ зх. д. / 39.72278° пн. ш. 95.50583° зх. д. (39.722707, -95.505698).  За даними Бюро перепису населення США в 2010 році місто мало площу 0,44 км², уся площа — суходіл.

## Демографія
Згідно з переписом 2010 року, у місті мешкало 38 осіб у 19 домогосподарствах у складі 13 родин. Густота населення становила 86 осіб/км².  Було 27 помешкань (61/км²).
Расовий склад населення:
| - 92,1 % — білих - 2,6 % — корінних американців |

До двох чи більше рас належало 5,3 %. Частка іспаномовних становила 0,0 % від усіх жителів.
За віковим діапазоном населення розподілялося таким чином: 13,2 % — особи молодші 18 років, 63,1 % — особи у віці 18—64 років, 23,7 % — особи у віці 65 років та старші. Медіана віку мешканця становила 48,8 року. На 100 осіб жіночої статі у місті припадало 90,0 чоловіків;  на 100 жінок у віці від 18 років та старших — 106,2 чоловіків також старших 18 років.
Середній дохід на одне домашнє господарство  становив 46 838 доларів США (медіана — 50 625), а середній дохід на одну сім'ю — 51 050 доларів (медіана — 51 250). Медіана доходів становила 36 250 доларів для чоловіків та 28 750 доларів для жінок. 
Цивільне працевлаштоване населення становило 11 осіб. Основні галузі зайнятості: мистецтво, розваги та відпочинок — 45,5 %, оптова торгівля — 18,2 %, освіта, охорона здоров'я та соціальна допомога — 18,2 %.